# Ready at Dawn
Ready at Dawn Studios LLC é uma desenvolvedora de jogos localizada em Irvine, Califórnia. É composta por ex-membros da Naughty Dog e da Blizzard Entertainment. Inaugurada em 2003, os principais trabalhos da companhia foram para o PlayStation Portable (PSP). Desenvolveu jogos em parceria com a Sony Computer Entertainment, incluindo títulos de franquias famosas como God of War e Daxter.

## História
A Ready at Dawn foi fundada em 2003 em Irvine, Califórnia, EUA, por Didier Malenfant, Andrea Pessino, Ru Weerasuriya e ex-membros da Naughty Dog, subsidiária da Sony Computer Entertainment. Seu primeiro jogo foi Daxter para o PSP, que recebeu notas positivas dos críticos. A empresa concluiu o desenvolvimento de seu segundo jogo para PSP, God of War: Chains of Olympus, bem como de um port de Ōkami para Wii, adicionando controles por movimento. Em junho de 2008, foi confirmado que a empresa cessou o desenvolvimento de jogos para o PSP, e que havia devolvido os kits de desenvolvimento para a Sony. No entanto, relatórios afirmaram que a desenvolvedora recebeu novos kits de desenvolvimento depois de devolver os anteriores. Seu próximo jogo foi God of War: Ghost of Sparta, em colaboração com a SCE Santa Monica Studio, para PSP, com seu novo motor de jogo. A Ready at Dawn lançou God of War: Origins Collection para PlayStation 3 em 13 de setembro de 2011. Essa coleção é um port de seus dois jogos da série God of War para PSP, Chains of Olympus e Ghost of Sparta, para o PS3, com gráficos em alta definição, suporte ao DualShock 3, Troféus e 3D estereoscópico, o primeiro God of War com suporte a esse recurso.
A Ready at Dawn licenciou a tecnologia ProFX, para gerar arquivos de textura processualmente, reduzindo seu tamanho. Em outubro de 2009, a Ready at Dawn começou a trabalhar em um novo motor de jogo. O motor da Ready at Dawn é focado em consoles e integrado com um conjunto de ferramentas de terceiros que não necessitam de licenças adicionais. Essas ferramentas incluem edição de conteúdo 3D, áudio, interface de usuário e sistemas de gestão de ativos. Em julho de 2010, foi anunciado que a Ready at Dawn tinha demitido treze funcionários, citando a dificuldade de conseguir financiamentos como uma empresa independente por trás das demissões. No início de 2012, a empresa começou a contratar para o desenvolvimento de um jogo em terceira pessoa de ação e aventura para um "console de próxima geração". O jogo mais tarde foi revelado na E3 2013 como The Order: 1886.

## Trabalhos
| Título                         | Data de Lançamento      | Plataforma                                 | Metacritic |
| ------------------------------ | ----------------------- | ------------------------------------------ | ---------- |
| Daxter                         | 14 de março de 2006     | PlayStation Portable                       | 85/100     |
| God of War: Chains of Olympus  | 4 de março de 2008      | PlayStation Portable                       | 91/100     |
| Ōkami                          | 15 de abril de 2008     | Wii                                        | 90/100     |
| God of War: Ghost of Sparta    | 2 de novembro de 2010   | PlayStation Portable                       | 86/100     |
| God of War: Origins Collection | 13 de setembro de 2011  | PlayStation 3                              | 84/100     |
| The Order: 1886                | 20 de fevereiro de 2015 | PlayStation 4                              | 63/100     |
| Deformers                      | 21 de abril de 2017     | PlayStation 4, Microsoft Windows, Xbox One | 60/100     |
| Lone Echo                      | 20 de julho dde 2017    | Microsoft Windows                          | 89/100     |